# Return-to-libc 공격
“return-to-libc” 공격은 보통(NX 비트가 존재하는 경우 이것을 우회함으로써), 콜 스택의 서브루틴 반환 주소를 이미 프로세스의 실행 가능 메모리에 위치한 서브루틴의 주소로 교체되게 하는, 버퍼 오버플로 시에 사용되는 컴퓨터 보안 공격이다.
POSIX를 준수하는 운영 체제에서 C 표준 라이브러리는 일반적으로 C 언어로 쓰여진 프로그램을 위한 표준 런타임 환경을 제공하는데 사용된다. 비록 공격자가 코드 반환을 어느 곳에서든 할 수 있지만(대부분의 프로그램에 항상 링크된 libc 가 목표이다) 공격자에게 유용한 호출을 제공한다(셸 명령어를 실행시키는데 필요한 system 함수 같이).

## return-to-libc 공격으로부터의 방어
실행 불가능한 스택은 몇몇 버퍼 오버플로 익스플로잇을 방지할 수 있지만, return-to-libc 공격에서는 단지 존재하는 실행 가능 코드가 사용되기 때문에 return-to-libc을 막을 수는 없다. 스택 스매싱 보호는 스택의 오염을 탐지할 수 있으므로 이 취약점 공격을 막거나 방해할 수 있다.
"ASCII armoring"은 이러한 종류의 공격을 방해하는데 사용되는 기법이다. 이것을 사용하면 모든 시스템 라이브러리 주소들은 NULL 바이트(0x00)를 갖는다. 이것은 이 값 까지의 모든 주소들이 적어도 하나의 NULL 바이트를 갖도록, 메모리의 0x01010100까지 위치 시킴으로써(약 16MB로서 "ASCII armour 영역"이라고 불린다) 일반적으로 수행된다. 이것은 strcpy() 같은 문자열 조작 함수들을 사용해서 이러한 주소들을 포함하는 코드를 설치하는 것을 불가능하게 한다. 그러나 이 기법은 만약 공격자가 NULL 바이트를 스택에 오버플로 할 방법을 알지 못하면 통하지 않는다. 만약 프로그램이 첫 16MB에 맞추기에 너무 크다면, 방어는 완전하지 못하게 된다. 이 기법은 또한 더 진화된 방법인 return-to-plt 에 의해 극복될 수 있는데 이것은 libc에 반환하는 것 대신, 공격자가 바이너리에 로드된 Procedure Linkage Table (PLT) 함수들을 사용한다(예를 들면 system@plt, execve@plt, sprintf@plt, strcpy@plt 등).
주소 공간 배치 난수화(ASLR)는 64비트 기계에서 함수들의 메모리 위치를 랜덤화해서 이 공격이 거의 성공하지 못하게 한다. 32비트 시스템에서 ASLR은 랜덤화에 단지 16비트만 사용 가능해서 약간의 유용함만을 제공하며 수분 이내에 무차별 대입 공격으로 무력화될 수 있다.

## 같이 보기
- 버퍼 오버플로
- 스택 버퍼 오버플로
- 스택 스매싱 방어
- NX 비트
- 주소 공간 배치 난수화
- 반환 지향형 프로그래밍